# Hamada Sóko
Hamada Sóko (浜田 彰子; Hepburn: Hamada Shōko) (Japán, ? –) japán válogatott labdarúgó.

## Nemzeti válogatott
1986-ban debütált a japán válogatottban. A japán válogatottban 2 mérkőzést játszott.

## Statisztika
| Japán válogatott | Japán válogatott | Japán válogatott |
| Időszak          | Mérk.            | gól              |
| ---------------- | ---------------- | ---------------- |
| 1986             | 2                | 0                |
| Összesen         | 2                | 0                |